# Andreas Nauroth
Andreas „Otto“ Nauroth (* 26. Februar 1976) ist ein deutscher Fußballspieler.
Seine Fußballkarriere hat "Otto" bei der SG Malberg/Rosenheim begonnen, bei der er bis 1997 spielte.

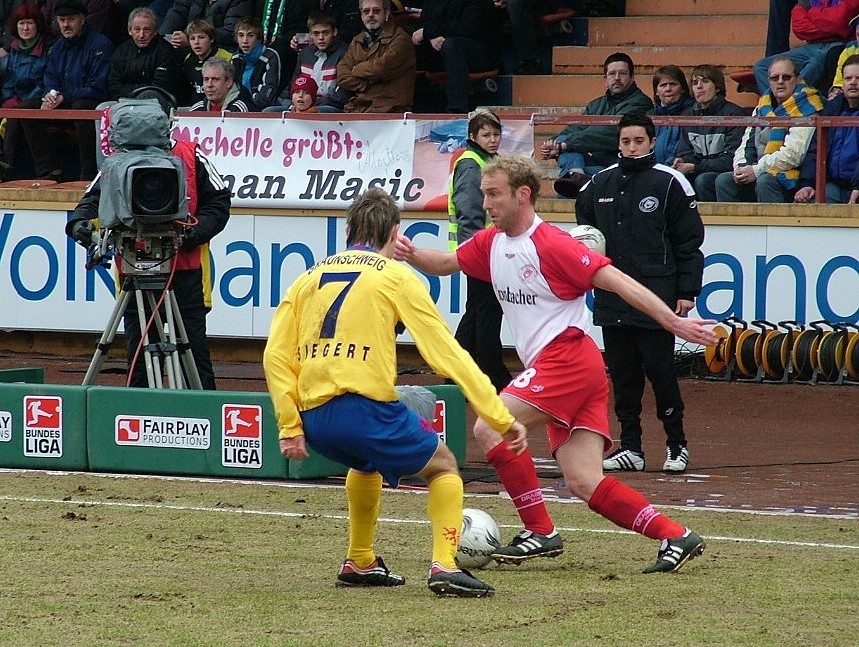
Andreas Nauroth gegen Benjamin Siegert

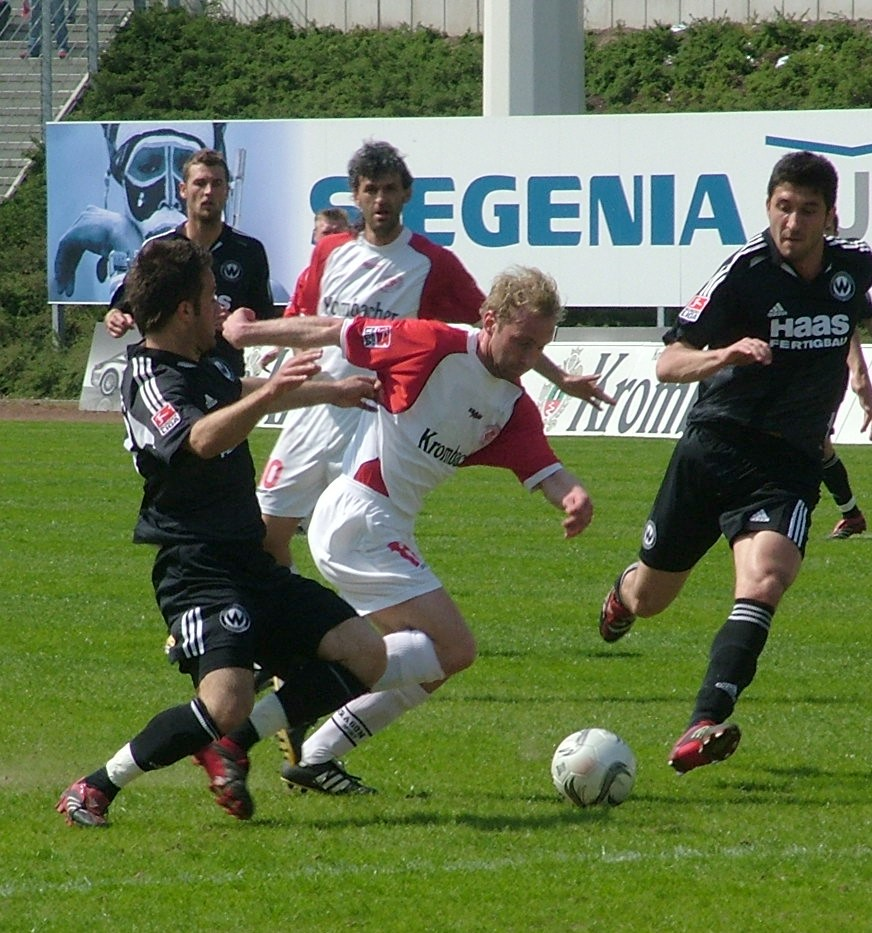
Andreas "Otto" Nauroth im Trikot der Sportfreunde Siegen

In diesem Jahr wechselte er zu den Sportfreunden Siegen, bei denen er sich fortan durch seinen Kampfgeist zum Publikumsliebling entwickelte. Aufgrund einer Namensgleichheit zum legendären Siegener Innenstürmer Otto Nauroth erhielt er schnell den Spitznamen "Otto". Sein sportlicher Höhepunkt war die Zweitligasaison 2005/06, ebenfalls mit den Sportfreunden. Im Winter-Trainingslager der Saison 2006/2007 wurde Andreas Nauroth durch seinen Mannschafts-Kameraden Cem İslamoğlu während eines Trainingsspiel unabsichtlich schwer am Knie verletzt. Diese Verletzung führte dazu, dass Nauroth im April 2008 seine Karriere beenden musste. Bis dahin konnte er kein einziges Spiel mehr für den Verein absolvieren.
Seit der Winterpause der Saison 2008/2009 spielt Nauroth wieder hobbymäßig für seinen Heimatverein SG Malberg/Rosenheim. In der Saison 2010/2011 wurde Nauroth mit Malberg/Rosenheim Meister der Fußball-Bezirksliga Ost und stieg so mit seinen Malbergern in die Rheinlandliga auf.
Ab der Saison 2014/2015 spielt er für die SG Fensdorf/Gebhardshain/Steinebach.